# Wiederansiedlung von Bartgeiern in Österreich
Das Projekt zur Wiederansiedlung von Bartgeiern in Österreich versucht den um die Wende zum 20. Jahrhundert im Alpenraum ausgerotteten Bartgeier wieder auszuwildern. Seit 1978 werden Tiere gezüchtet, seit 1986 an verschiedenen Orten freigelassen. Das Projekt in Österreich wird eng koordiniert mit weiteren Versuchen in Frankreich, der Schweiz und Italien und der 2021 hinzugekommenen Wiederansiedlung von Bartgeiern in Bayern.

## Geschichte
Bartgeier waren im 18. Jahrhundert in fast allen Gebirgen Europas, Asiens und Afrikas heimisch. Im 19. Jahrhundert wurden sie in den Alpen stark bejagt und schließlich ausgerottet. Die letzte Brut wurde 1910 in den Westalpen nachgewiesen und 1913 wurde der letzte Bartgeier im Aosta-Tal erlegt.

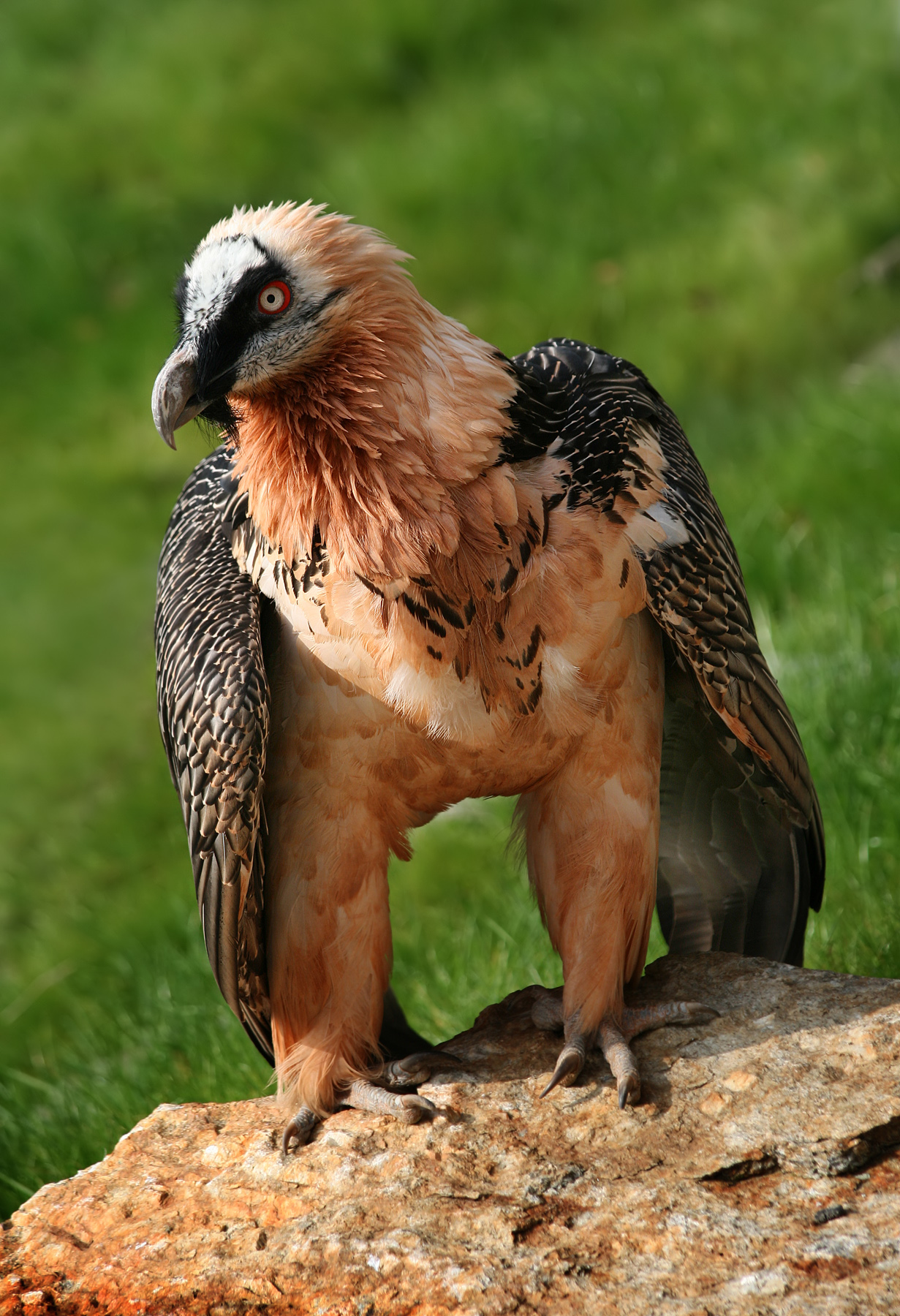
Bartgeier im Alpenzoo Innsbruck.

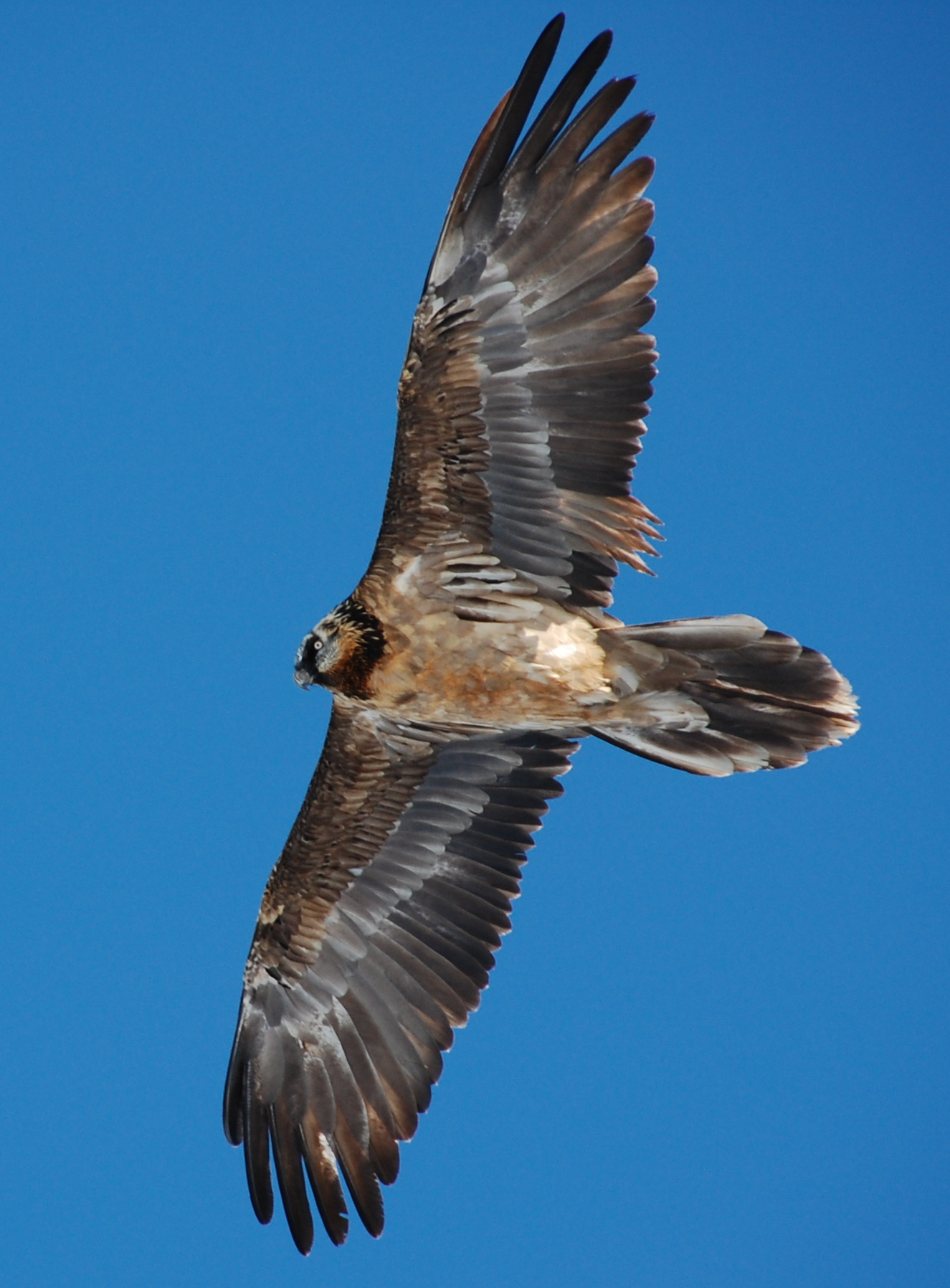
Bartgeier im Flug.

## Wiederansiedlung

### Projekt
Schon in den 1970er Jahren gab es Versuche, die Bartgeier wieder in den Alpen anzusiedeln. Dazu wurden Tiere in Afghanistan eingefangen und in den französischen Alpen freigelassen. Die Versuche scheiterten jedoch.
Nachdem im Alpenzoo Innsbruck eine Nachzucht von Bartgeiern gelungen war, wurde 1978 ein internationales Projekt gestartet. Ziel war die Wiederansiedlung der Bartgeier nach der Hacking-Methode. Dabei werden junge Bartgeier in Zuchtstationen erbrütet, in Gehegehaltung aufgezogen und ausgesetzt, knapp bevor sie flugfähig werden. Die erste Auswilderung erfolgte im Jahr 1986 im Nationalpark Hohe Tauern. Bis zum Jahr 2020 wurden im Alpenbereich 229 junge Bartgeier ausgesetzt, davon 63 in Österreich.
Den Erfolg des Projektes zeigte die erste erfolgreiche Brut im Jahr 1997 in Frankreich. In Österreich wurde 2010 der erste Junggeier flügge. Im besonders erfolgreichen Jahr 2019 flogen insgesamt 39 Junggeier aus. Mit 272 Wildbruten seit dem Projektstart wurden bereits mehr Bartgeier in Freiheit geboren als ausgewildert (Stand 2020). Ende 2024 wurde der Bestand in Österreich aufgrund von Zählungen und anderen Beobachtungen auf etwa 40 Tiere geschätzt.

### Zuchtzentren
Am Bartgeier-Zuchtprogramm beteiligen sich:
- Bartgeier Zuchtzentrum in der Eulen- und Greifvogelstation Haringsee, Österreich
- Centro cria de Guadalentin, Andalusien, Spanien
- Valcallent, Katalonien, Spanien
- Haute Savoie, Frankreich
- Goldau, Schweiz
- 38 Tiergärten, davon in Österreich: Alpenzoo Innsbruck, Wildpark Grünau, Tiergarten Schönbrunn[5]
- Privatpersonen

## Auswilderungsplätze in Österreich
| Ort                              | Gemeinde                    | Anzahl |
| -------------------------------- | --------------------------- | ------ |
| Rauris (Krumltal, Seidlwinkltal) | Rauris                      | 33     |
| Mallnitz                         | Mallnitz                    | 10     |
| Gschlößtal                       | Matrei                      | 2      |
| Anlauftal                        | Bad Gastein                 | 2      |
| Kals                             | Kals                        | 8      |
| Habachtal                        | Bramberg am Wildkogel       | 2      |
| Fleißtal                         | Heiligenblut                | 2      |
| Debanttal                        | Nußdorf-Debant              | 2      |
| Untersulzbachtal                 | Neukirchen am Großvenediger | 2      |
| Summe                            | Summe                       | 63     |

## Liste der freigelassenen Bartgeier in Österreich
Die folgende Liste enthält alle zwischen 1986 und 2020 in Österreich freigelassenen Bartgeier:
| Nr | Name          | BG/BV (Bartgeier / bearded vulture) | Geschlecht | Jahr | Freilassung  | Geburtsort                    | Anmerkung |
| -- | ------------- | ----------------------------------- | ---------- | ---- | ------------ | ----------------------------- | --- |
| 1  | Hans          | 84                                  | männlich   | 1986 | Rauris       | Wassenaar                     | Freilassung im Krumltal. |
| 2  | Fritz         | 88                                  | weiblich   | 1986 | Rauris       | Alpenzoo Innsbruck (A)        | Freilassung im Krumltal. |
| 3  | Ellen         | 89                                  | weiblich   | 1986 | Rauris       | Alpenzoo Innsbruck (A)        | Freilassung im Krumltal. |
| 4  | Winnie        | 91                                  | weiblich   | 1986 | Rauris       | Grünau                        | Freilassung im Krumltal, wurde wieder eingefangen |
| 5  | Heinz         | 92                                  | männlich   | 1987 | Rauris       | Wassenaar                     | Freilassung im Krumltal, vermisst seit 1987. |
| 6  | Nina          | 96                                  | weiblich   | 1987 | Rauris       | La Garenne                    | Wurde 1988 bis 1993 in den südlichen französischen Alpen gesichtet. Tod durch Abschuss 1993. |
| 7  | Alexa         | 100                                 | weiblich   | 1988 | Rauris       | Alpenzoo Innsbruck (A)        | Weibchen von Andreas Hofer (BG 260) im Krumltal. |
| 8  | Ulli          | 102                                 | männlich   | 1988 | Rauris       | Haringsee                     | Freilassung im Krumltal, vermisst seit 1992. |
| 9  | Paradatsch    | 106                                 | weiblich   | 1988 | Rauris       | Grünau                        | Wird seit 1997 vermisst. |
| 10 | Karl          | 109                                 | weiblich   | 1989 | Rauris       | Haringsee                     | |
| 11 | Joey          | 110                                 |            | 1989 | Rauris       | Haringsee                     | |
| 12 | Colleen       | 112                                 | weiblich   | 1989 | Rauris       | Alpenzoo Innsbruck (A)        | |
| 13 | Basilisk      | 117                                 | weiblich   | 1989 | Rauris       | Haringsee                     | |
| 14 | Hubsi         | 121                                 | männlich   | 1990 | Rauris       | Haringsee                     | Wurde 1990 wieder eingefangen. |
| 15 | Lotte         | 123                                 | weiblich   | 1990 | Rauris       | Haringsee                     | |
| 16 | Nicola        | 138                                 | weiblich   | 1991 | Rauris       | Haringsee                     | Tod durch Bleivergiftung 2012. |
| 17 | Diana         | 139                                 | weiblich   | 1991 | Rauris       | Haringsee                     | |
| 18 | Bernhard      | 167                                 | männlich   | 1992 | Rauris       | Haringsee                     | Wird seit 1992 vermisst. |
| 19 | Fulvio        | 168                                 | männlich   | 1992 | Rauris       | Berlin                        | |
| 20 | Helmut        | 183                                 | männlich   | 1993 | Rauris       | Haringsee                     | Wurde im Juni 1994 nördlich von Bordeaux geschwächt eingefangen und nach einem Monat in Hoch-Savoyen wieder freigelassen. |
| 21 | Winfried      | 191                                 | männlich   | 1993 | Rauris       | Haringsee                     | Wird seit 1993 vermisst. |
| 22 | Hans Rupert   | 208                                 | weiblich   | 1994 | Rauris       | Haringsee                     | |
| 23 | Jackpot       | 214                                 | weiblich   | 1994 | Rauris       | La Garenne                    | Tod durch Lawine 1995. |
| 24 | Andreas Hofer | 260                                 | männlich   | 1996 | Rauris       | Alpenzoo Innsbruck            | Erfolgreiche Bruten mit unbekanntem Weibchen (vermutlich Alexa, BG 100) 2010, 2011, 2014, 2016 im Krumltal. |
| 25 | Marga         | 261                                 | weiblich   | 1996 | Rauris       | Berlin                        | |
| 26 | Daniel        | 291                                 | männlich   | 1998 | Rauris       | Alpenzoo Innsbruck            | |
| 27 | Jackpot3      | 296                                 | männlich   | 1998 | Rauris       | Haringsee                     | |
| 28 | Zonta         | 316                                 | weiblich   | 1999 | Rauris       | Alpenzoo Innsbruck            | |
| 29 | Keno          | 329                                 | weiblich   | 1999 | Rauris       | Zoo Wuppertal                 | Wurde kurz nach dem Aussetzen wieder eingefangen. |
| 30 | Bingo         | 350                                 | weiblich   | 2000 | Mallnitz     | Haringsee                     | |
| 31 | Georg         | 355                                 | männlich   | 2000 | Mallnitz     | La Garenne                    | |
| 32 | ElDorado      | 372                                 | weiblich   | 2001 | Gschlößtal   | Haringsee                     | |
| 33 | Christa       | 373                                 | weiblich   | 2001 | Gschlößtal   | Haringsee                     | Unfalltod (Hochspannungsleitung) 2010 in der Schweiz. |
| 34 | Franz         | 387                                 | männlich   | 2002 | Gastein      | Prag                          | Flug an die Nordsee und wieder zurück in die Alpen 2003. |
| 35 | Ambo          | 392                                 | weiblich   | 2002 | Gastein      | Haringsee                     | |
| 36 | Joker         | 420                                 | weiblich   | 2003 | Mallnitz     | CCG                           | |
| 37 | Kasati        | 422                                 | männlich   | 2003 | Mallnitz     | Zoo Hannover                  | |
| 38 | Toto          | 444                                 | männlich   | 2004 | Kals         | Zoo Hannover                  | Wieder eingefangen. |
| 39 | Hubertus2     | 446                                 | männlich   | 2004 | Kals         | Goldau                        | Erfolgreiche Bruten 2012 mit Ambo (BG 392) und 2014, 2015, 2016, 2017 mit Romaris (BG 528) im Gebiet Katschberg. |
| 40 | Escalero      | 462                                 | weiblich   | 2005 | Rauris       |                               | Freilassung im Seidlwinkltal. |
| 41 | Doraja        | 465                                 | weiblich   | 2005 | Rauris       |                               | Freilassung im Seidlwinkltal. Wurde im ersten Winter wegen einer Bleivergiftung eingefangen, konnte aber wieder freigelassen werden. Starb 2013 an einer Bleivergiftung. |
| 42 | Portobello    | 497                                 | männlich   | 2006 | Mallnitz     | RFZ                           | |
| 43 | Tauernwind    | 498                                 | männlich   | 2006 | Mallnitz     | Goldau                        | Erschossen. |
| 44 | Romaris       | 528                                 | weiblich   | 2007 | Kals         | La Garenne                    | Brütet seit 2012 mit Hubertus 2 (BG 446) im Katschberggebiet. |
| 45 | Calce         | 530                                 | männlich   | 2007 | Kals         | Fauconery du Puy              | |
| 46 | Pinzgarus     | 558                                 | männlich   | 2008 | Rauris       |                               | Freilassung im Krumltal. |
| 47 | Rurese        | 559                                 | männlich   | 2008 | Rauris       |                               | Freilassung im Krumltal. |
| 48 | Maseta        | 585                                 | weiblich   | 2009 | Mallnitz     |                               | Hält sich 2010 in der Toskana auf. |
| 49 | Eustachius    | 587                                 | weiblich   | 2009 | Mallnitz     |                               | |
| 50 | Figol         | 628                                 | weiblich   | 2010 | Kals         | Centro de Cria Valcallent (E) | Freilassung im Dorfertal. |
| 51 | Tschadin      | 629                                 | weiblich   | 2010 | Kals         | Tierpark Berlin (D)           | Freilassung im Dorfertal. |
| 52 | Smaragd       | 675                                 | männlich   | 2011 | Habachtal    |                               | |
| 53 | Jakob         | 676                                 | männlich   | 2011 | Habachtal    |                               | Ausflug nach Holland 2012. |
| 54 | Glocknerlady  | 718                                 | weiblich   | 2012 | Heiligenblut |                               | Bleivergiftung, konnte in Haringsee gesundgepflegt und 2013 wieder freigelassen werden. Erste Brut (nicht erfolgreich) mit Pinzgarus (BG 558) im Jahr 2017 im Gschlößl. |
| 55 | Inge          | 720                                 | weiblich   | 2012 | Heiligenblut |                               | |
| 56 | Kilian        | 790                                 | männlich   | 2014 | Debanttal    | Zoo Liberec (CZ)              | |
| 57 | Felix2        | 793                                 | männlich   | 2014 | Debanttal    | Centro de Cria Valcallent (E) | Felix2 befliegt hauptsächlich die Hohen Tauern zwischen Katschberg im Osten und dem Oberen Iseltal mit längeren Aufenthalten nördlich von Bruneck und nordwestlich von Meran. Ein Ausflug 2016 ging bis westlich von Chur. |
| 58 | Lea           | 840                                 | männlich   | 2015 | Kals         | Haringsee (A)                 | Freilassung im Dorfertal. Im Jahr 2016 beflog Lea beinahe den ganzen Alpenbogen. Juli und August 2016 verbrachte er in den Bergen zwischen Turin und Grenoble. Auf dem Rückweg kollidierte er im März 2017 westlich von Bozen mit einer Leitung, wurde verletzt eingefangen, gepflegt und 09/2017 wieder freigelassen. Er befliegt seitdem wieder die Hohen Tauern. |
| 59 | Fortuna       | 843                                 | männlich   | 2015 | Kals         | Zoo Ostrava                   | Freilassung im Dorfertal. Fortuna befliegt hauptsächlich die Ostalpen mit den Schwerpunkten Hohe Tauern und dem Gebiet zwischen Meran und Arlberg. Im August 2015 machte er einen Ausflug über Ulm bis westlich von Stuttgart, im Juni 2016 überflog er Basel nach Westen. Im August 2018 war er mehrere Wochen großflächig in der südlichen Schweiz unterwegs, ehe er wieder in die Ostalpen zurückkehrte.                                                                              |
| 60 | Lucky         | 909                                 | männlich   | 2016 | Neukirchen   | Tierpark Berlin (D)           | Lucky flog am 16. Mai 2017 in die Allgäuer Alpen. In den folgenden Tagen in den Schwarzwald und weiter bis in den Harz. Dann flog er in den Raum Heidelberg zurück, bog nach Westen ab, um dann nordwestwärts über Luxemburg und Belgien bis zu den Texelinseln in den Niederlanden zu fliegen. Der Rückflug führte nahe Paris vorbei, dann nach Osten bis Tschechien und schließlich nach Süden über Linz nach Slowenien, von wo er wieder am 18. Juni zurück in die Hohen Tauern flog. |
| 61 | Charlie       | 910                                 | weiblich   | 2016 | Neukirchen   | Tierpark Berlin (D)           | Wegen des Ausfalles ihres Senders kann Charlie nicht online lokalisiert werden. Sie wurde aber 2019 im Lungau gesichtet und fotografiert. |
| 62 | Kasimir       | 991                                 | männlich   | 2018 | Mallnitz     | Haringsee (A)                 | Freilassung im Seebachtal. Kasimir beflog im Jahr 2020 überwiegend die Hohen Tauern und die Karnischen Alpen mit Ausflügen zum Dachstein, dem Königssee und dem Raum nördlich und südlich von Innsbruck. |
| 63 | Caeli         | 998                                 | männlich   | 2018 | Mallnitz     | Guadalentin (E)               | Freilassung im Seebachtal. Caeli hält sich überwiegend im Gebiet nordwestlich von Bozen auf, machte aber im Frühling 2020 einen Kurzbesuch in die Hohen Tauern. |